# 이요카미나다역
이요카미나다역(일본어: 伊予上灘駅 이요카미나다에키[*])은 일본 에히메현 이요시 있는 시코쿠 여객철도 요산선의 역이다. 역 번호는 S08이며, 상대식 승강장 2면 2선의 구조를 지닌 지상역이다.

## 이용 현황
| 연도   | 하루 평균 승차 인원 |
| 2006년 | 162                 |
| ------ | ------------------- |

## 역 주변
- 나다마치 해수욕장
- 후타미 시 사이드 공원
- 국도 제378호선

## 역사
- 1932년 12월 1일 : 개업.
- 1987년 4월 1일 : 민영화에 의해, 시코쿠 여객철도로 이관.

## 인접 정차역
| 시코쿠 여객철도 요산선      | 시코쿠 여객철도 요산선 | 시코쿠 여객철도 요산선      |
| --------------------------- | ---------------------- | --------------------------- |
| S 07 고노카와 마쓰야마 방면 | 요산 선                | 시모나다 S 09 이요오즈 방면 |